# マン・イン・モーション
『マン・イン・モーション』（Man in Motion）は、ナイト・レンジャーが1988年に発表した5作目のスタジオ・アルバム。バンドは1989年に一度解散しており、再結成前としては最後のスタジオ・アルバムとなった。

## 背景
アラン・フィッツジェラルドの脱退（後の再結成で復帰）に伴い、レコーディングでは複数のセッション・キーボーディストが起用された。本作リリースに伴うツアーにはジェシー・ブラッドマンが参加し、1990年発表のライヴ・アルバム『ライヴ・イン・ジャパン』にもブラッドマンの演奏が収録されている。大部分の曲をプロデュースしたキース・オルセンは、過去にフリートウッド・マック、フォリナー、パット・ベネター、ホワイトスネイク等のアルバムを手掛けており、ジャック・ブレイズはホワイトスネイクの作品におけるボーカルの音作りが気に入って、オルセンを起用したという。
当初は9曲入りでリリースされる予定だったが、急遽「レストレス・カインド」と「フォー・ラヴ」の2曲が新たにレコーディングされ、これらの曲はブライアン・フォラカーがプロデュースした。そのうち「フォー・ラヴ」はラス・バラードが提供した曲で、クレジット上はバラードが単独で作った曲だが、実際にはジャック・ブレイズが少し手を加えている。

## 反響
母国アメリカのBillboard 200では81位に終わり、ナイト・レンジャーのアルバムとしては初めてトップ40入りを逃す結果となった。本作からの第1弾シングル「フォー・ラヴ」はBillboard Hot 100で75位、『ビルボード』のメインストリーム・ロック・チャートでは16位を記録。一方、日本では従来通りの成功を収め、オリコンチャートではCDチャートで10位、LPチャートで15位を記録している。

## 収録曲
1. マン・イン・モーション - "Man in Motion" (Jack Blades, Brad Gillis) - 4:26
2. リーズン・トゥ・ビー - "Reason to Be" (Kelly Keagy, J. Blades) - 4:11
3. ドント・スタート・シンキング - "Don't Start Thinking (I'm Alone Tonight)" (J. Blades, Alan Fitzgerald, K. Keagy) - 4:43
4. ラヴ・ショット・ミー・ダウン - "Love Shot Me Down" (J. Blades) - 4:06
5. レストレス・カインド - "Restless Kind" (J. Blades, K. Keagy) - 4:41
6. ハーフウェイ・トゥ・ザ・サン - "Halfway to the Sun" (J. Blades) - 5:19
7. ヒア・シー・カムズ・アゲイン - "Here She Comes Again" (J. Blades, Michael Bolton, Martin Briley, Bob Halligan Jr.) - 4:21
8. ライト・オン・ユー - "Right on You" (K. Keagy, J. Blades) - 4:13
9. キス・ミー・ホエア・イット・ハーツ - "Kiss Me Where It Hurts" (B. Gillis, J. Blades) - 4:34
10. フォー・ラヴ - "I Did It for Love" (Russ Ballard) - 4:49
11. ウーマン・イン・ラヴ - "Woman in Love" (J. Blades) - 4:42

## 参加ミュージシャン
- ジャック・ブレイズ - リード・ボーカル、ベース
- ケリー・ケイギー - リード・ボーカル、ドラムス
- ブラッド・ギルス - ギター、バッキング・ボーカル
- ジェフ・ワトソン - ギター

アディショナル・ミュージシャン
- ジョン・パーデル - キーボード、バッキング・ボーカル
- クロード・ゴーデット - キーボード
- アラン・パスクァ - キーボード
- エリック・パーシング - キーボード
- ジョイス・インベシ - キーボード(on #5)
- ジェシー・ブラッドマン - キーボード(on #5)、バッキング・ボーカル